# 武昌站东广场站
武昌站东广场站是武汉轨道交通11号线上的一座车站，位于中华人民共和国湖北省武汉市武昌区，车站12号线部分位于武昌站东广场，车站11号线部分位于武昌静安路与北安街交叉口。车站11号线部分于2024年12月27日启用。未来将成为与武汉轨道交通12号线的换乘车站。

## 历史
车站起初作为武汉市城市轨道交通第三期建设中“11号线东段二期（武昌段）”项目的一部分进行规划。在2016年07月的项目环评报告中，车站为该段西端起点，且初定名武昌火车站。2021年3月底，武汉地铁集团在城市留言板中答复市民，由于轨道交通11号线与12号线换乘站点无法与既有4号线、7号线站点（即地铁武昌火车站）换乘，地铁集团拟将车站名规范为“武昌站东广场站”。当年8月18日，车站获批定名为武昌站东广场站；9月4日，车站11号线部分完工封顶。
2023年9月车站11号线部分开始装修。2024年12月27日，车站11号线部分随11号线东段二期及三期武昌段首开段工程开通运营。
2025年7月31日，本站与4、7号线武昌火车站之间开通虚拟换乘，可持同一单程票、储值卡或乘车码在30分钟内出站前往另一站进站连续计费。

## 车站概述

### 结构
车站11号线部分全部位于地下，埋深有25米，共有3层。

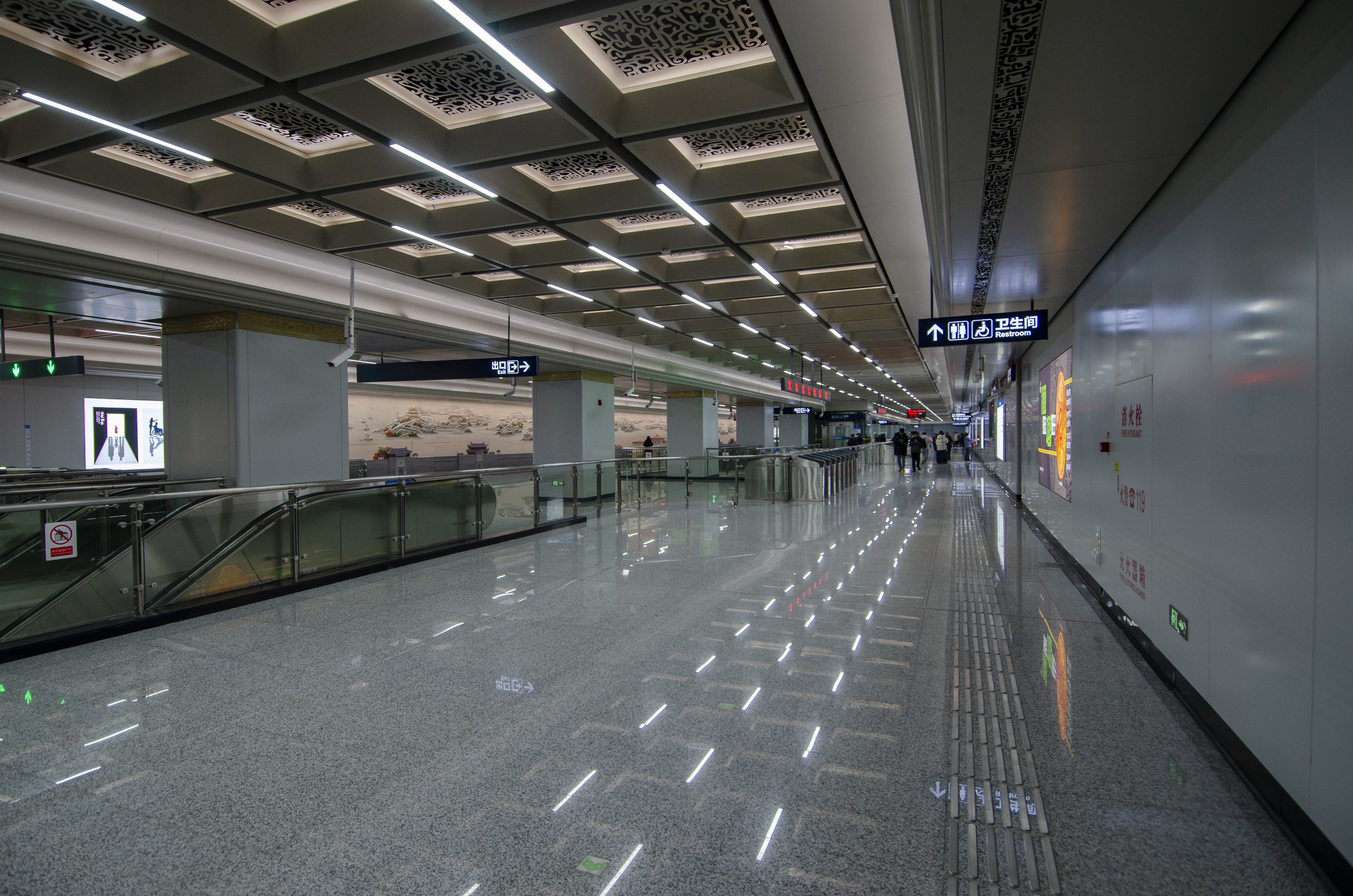
地下一层全览
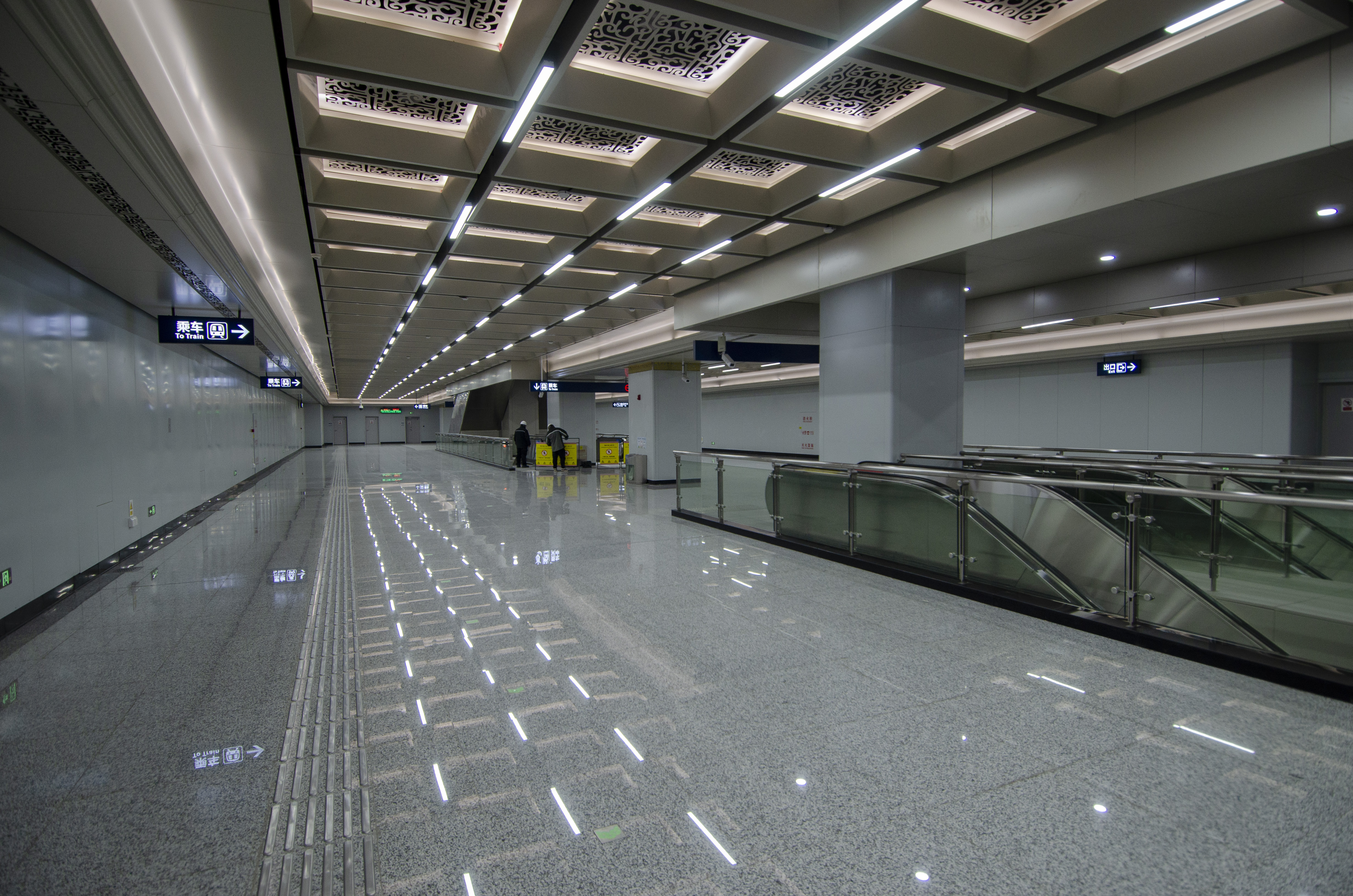
地下二层全览
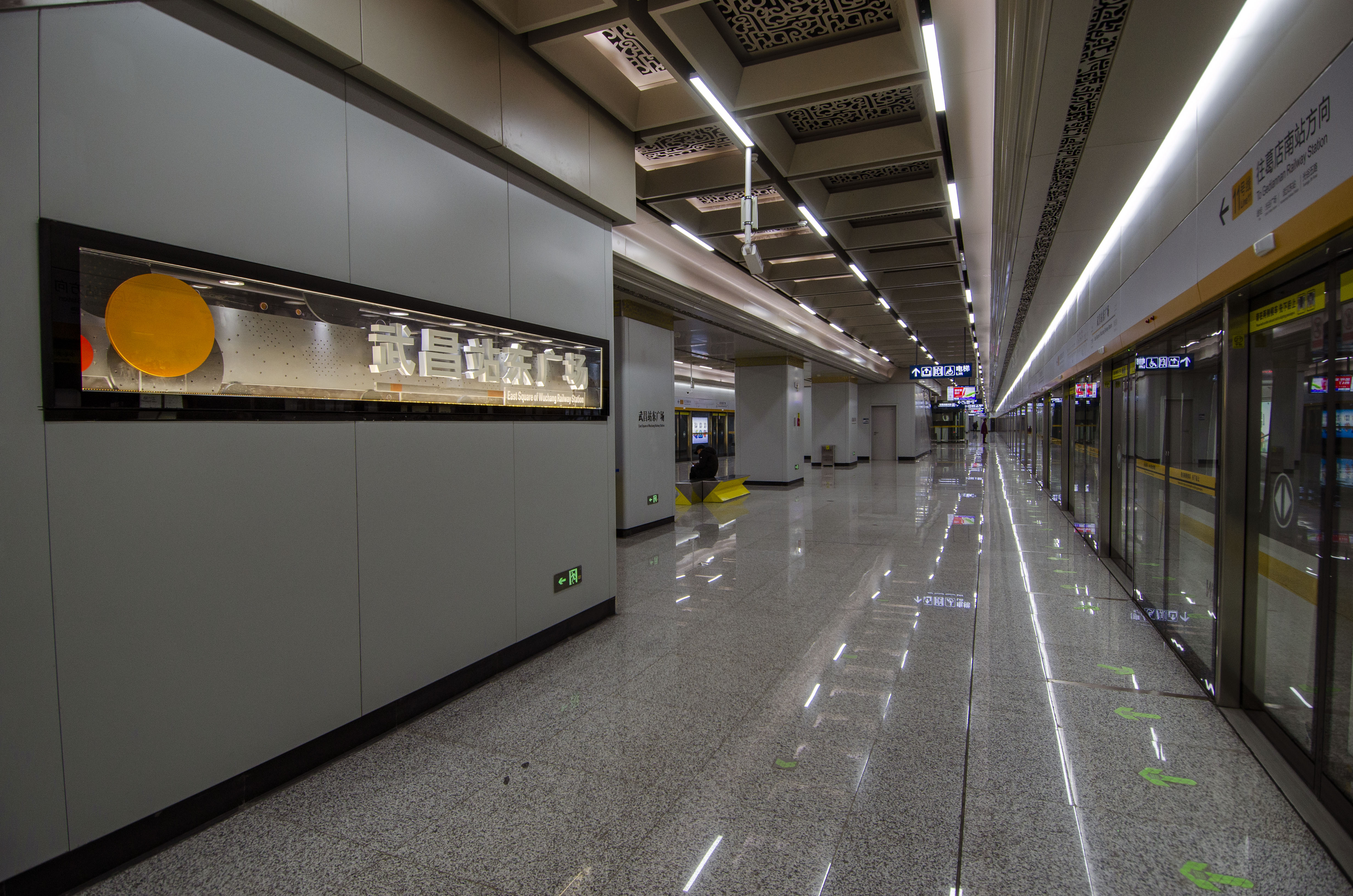
站台层

| 地面     |                    | 出入口                        |  |  |
| 地下一层 | 站厅               | 售票机、客服中心              |  |  |
| 地下二层 | 站厅               |                               |  |  |
| 地下三层 |                    | █ 11号线 往江安路（紫阳湖）   |  |  |
|          | 岛式站台，左侧开门 |                               |  |  |
|          |                    | █ 11号线 往葛店南站（丁字桥） |  |  |

### 艺术墙
车站为一座特色车站，车站整体装修风格与7号线站房相同——即“楚韵楚风”风格，并于武昌火车站站房的设计相统一。在11号线站厅层有一座艺术墙，上有武昌火车站立面、武昌城九座城门的浮雕。

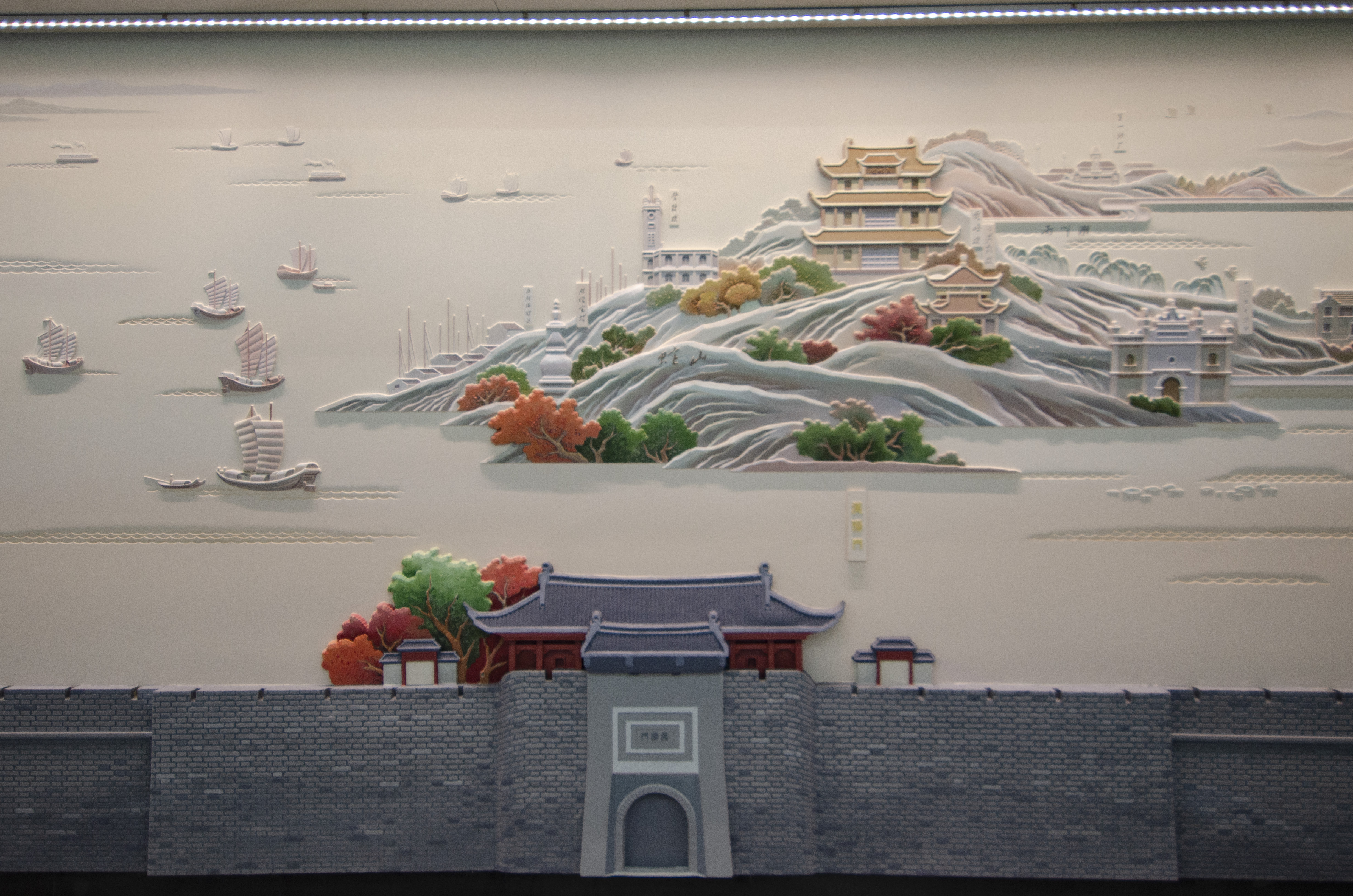
汉阳门部分，背景为蛇山、胜像宝塔、警钟楼、中国共产党第五次全国代表大会旧址、武昌第一纱厂旧址等
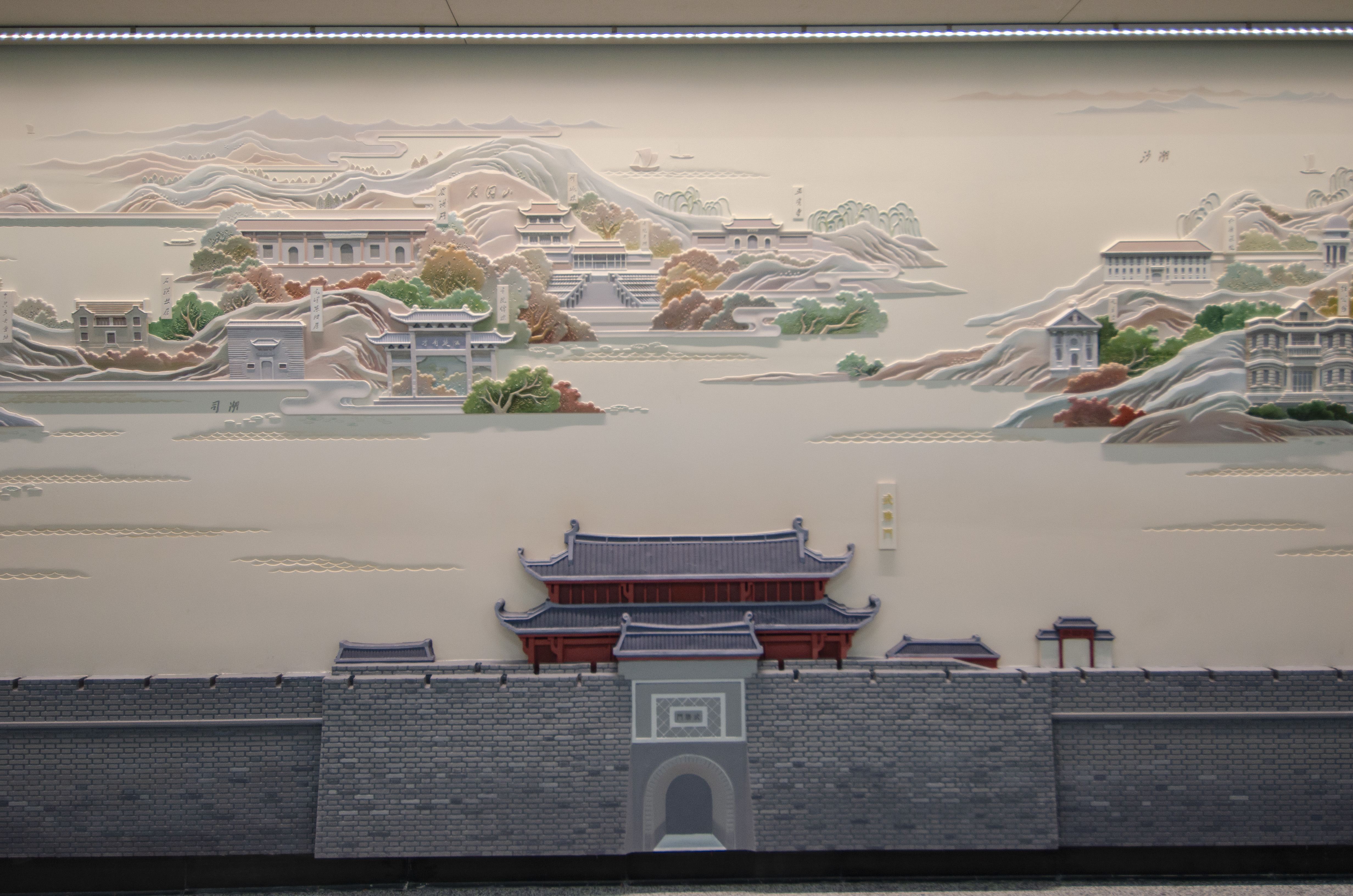
武胜门部分，背景为花园山、武汉农民运动讲习所旧址及毛泽东故居、花园山圣家堂、石瑛故居、仁济医院、花园山天文台、正觉寺等
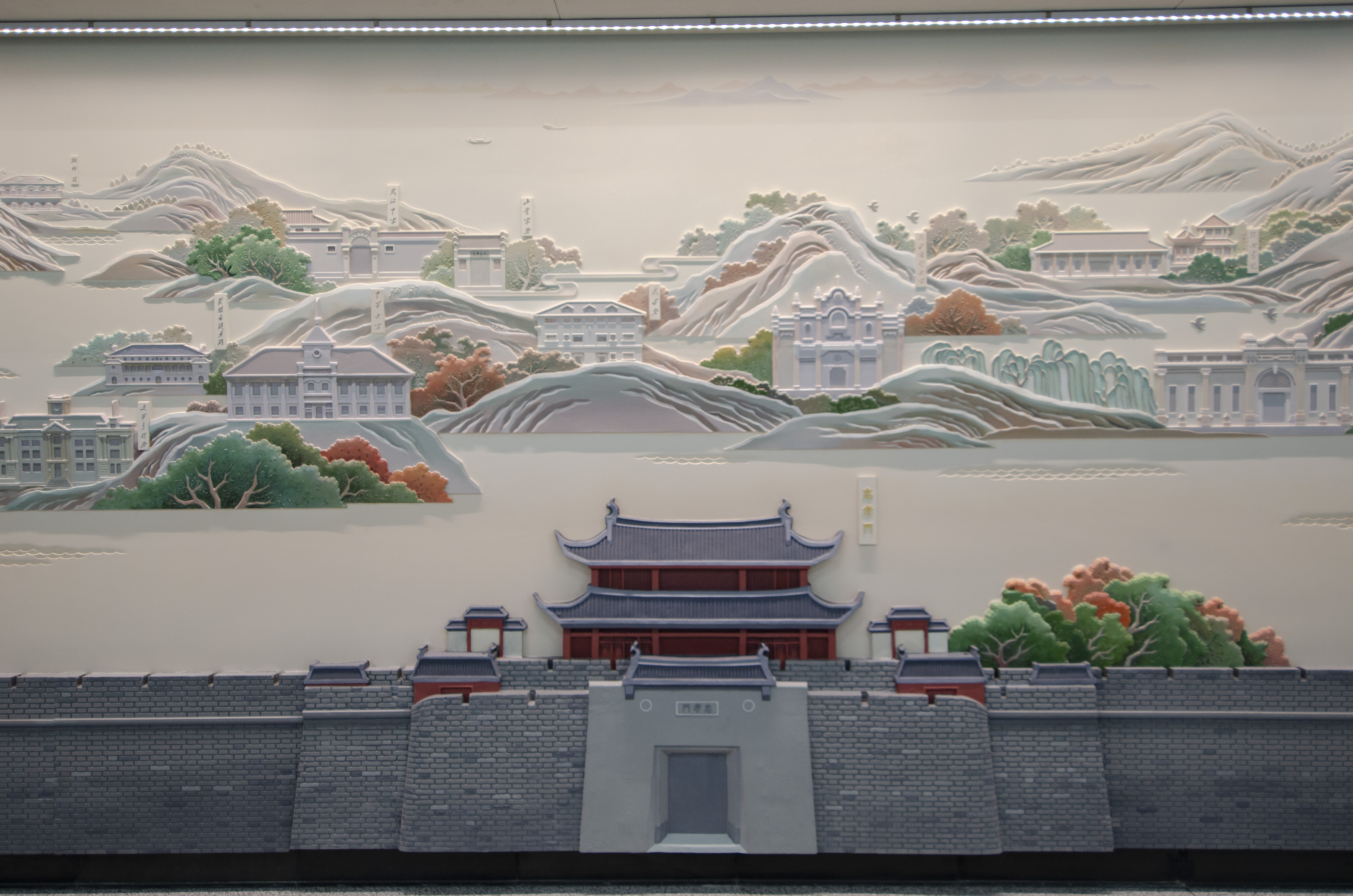
忠孝门部分，背景为中华大学、武汉中学、翟雅各健身所、花园山牧师楼、武汉大学、工业学堂、武昌商科大学等
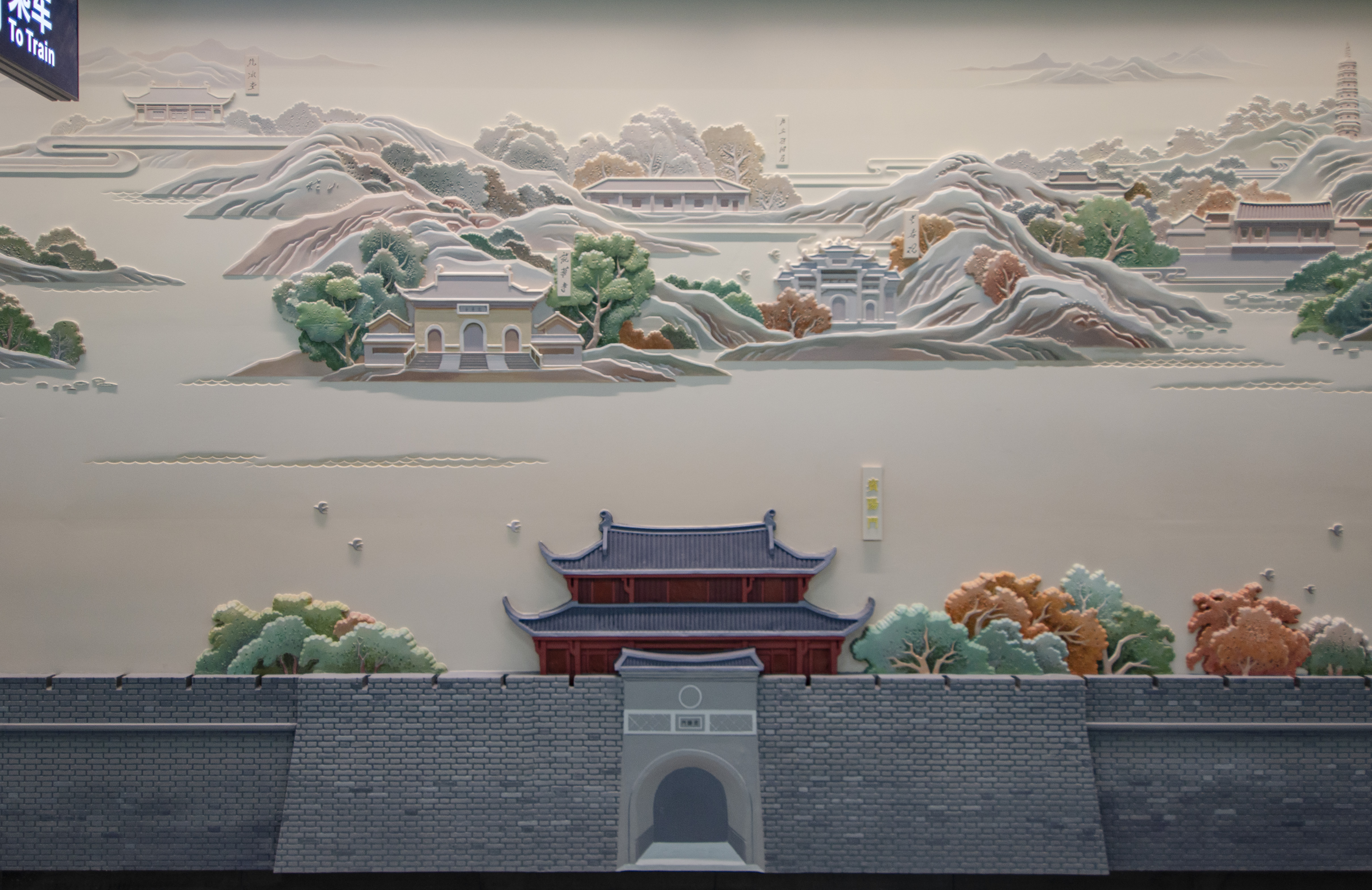
宾阳门部分，背景为卢立群旧居、长春观、龙华寺、宝通寺及洪山宝塔等
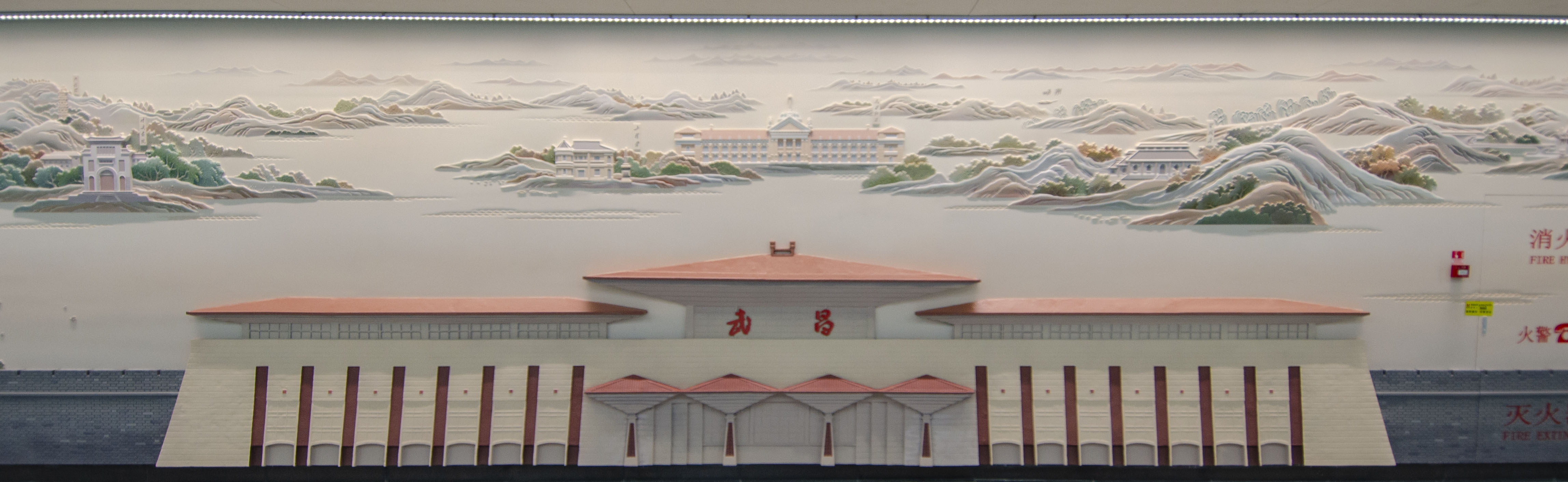
武昌站部分，背景为无影塔、博文书院、工程营、武昌起义军政府旧址
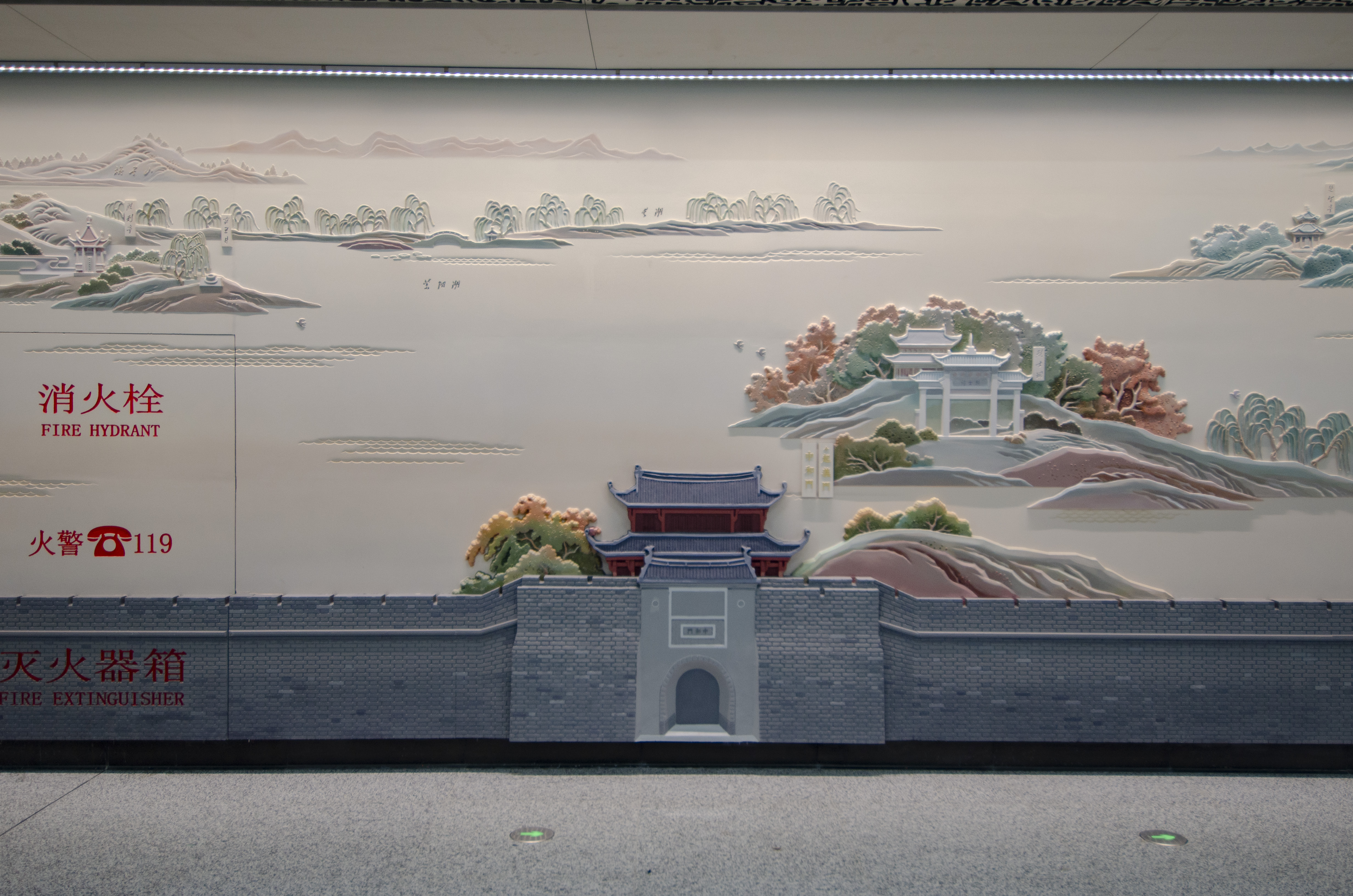
起义门部分，背景为楚望台、武昌蛇山烈士祠、胜利亭、霸王井、紫阳湖等
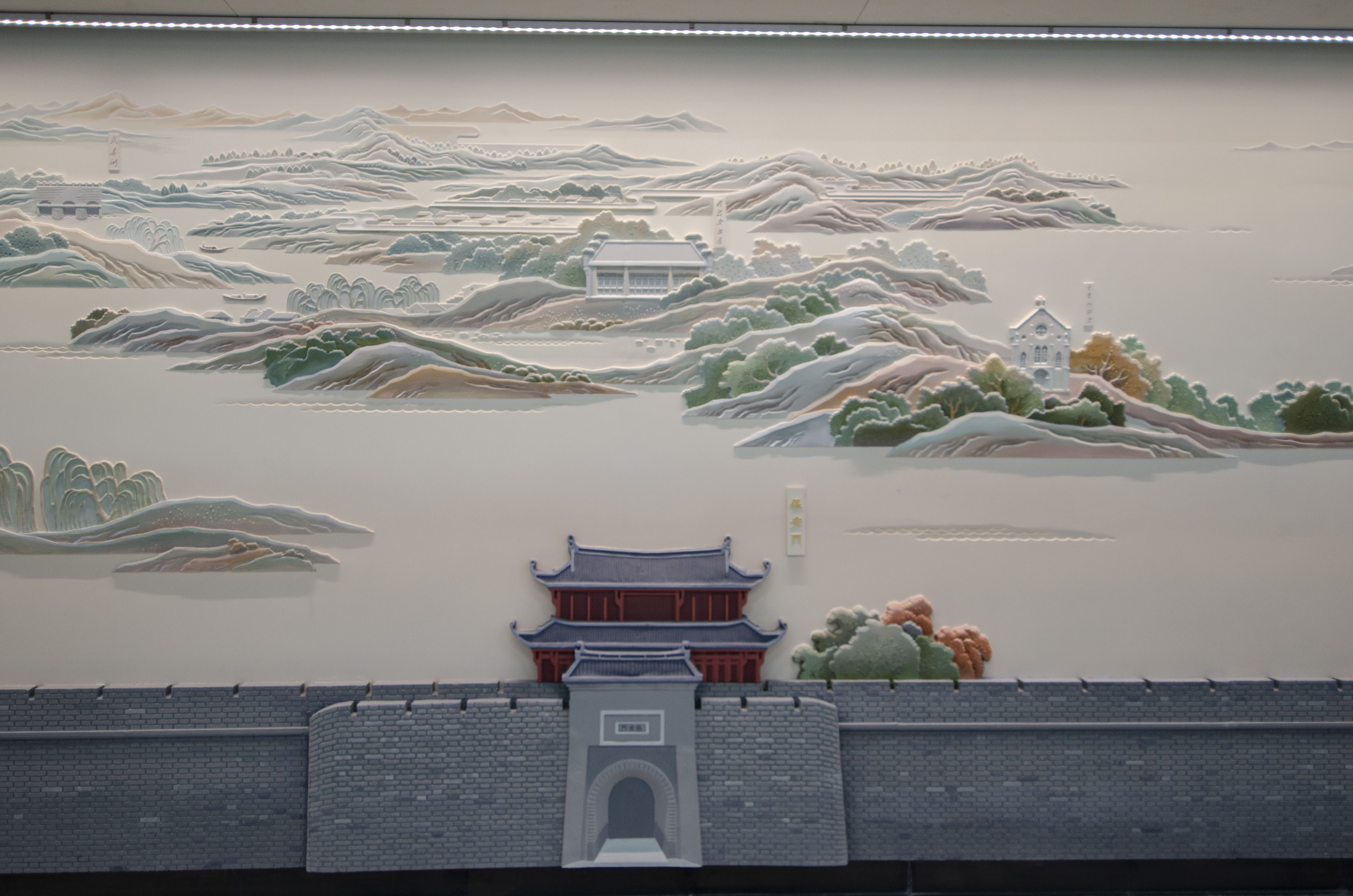
保安门部分，背景为武泰闸、圣米迦勒堂等
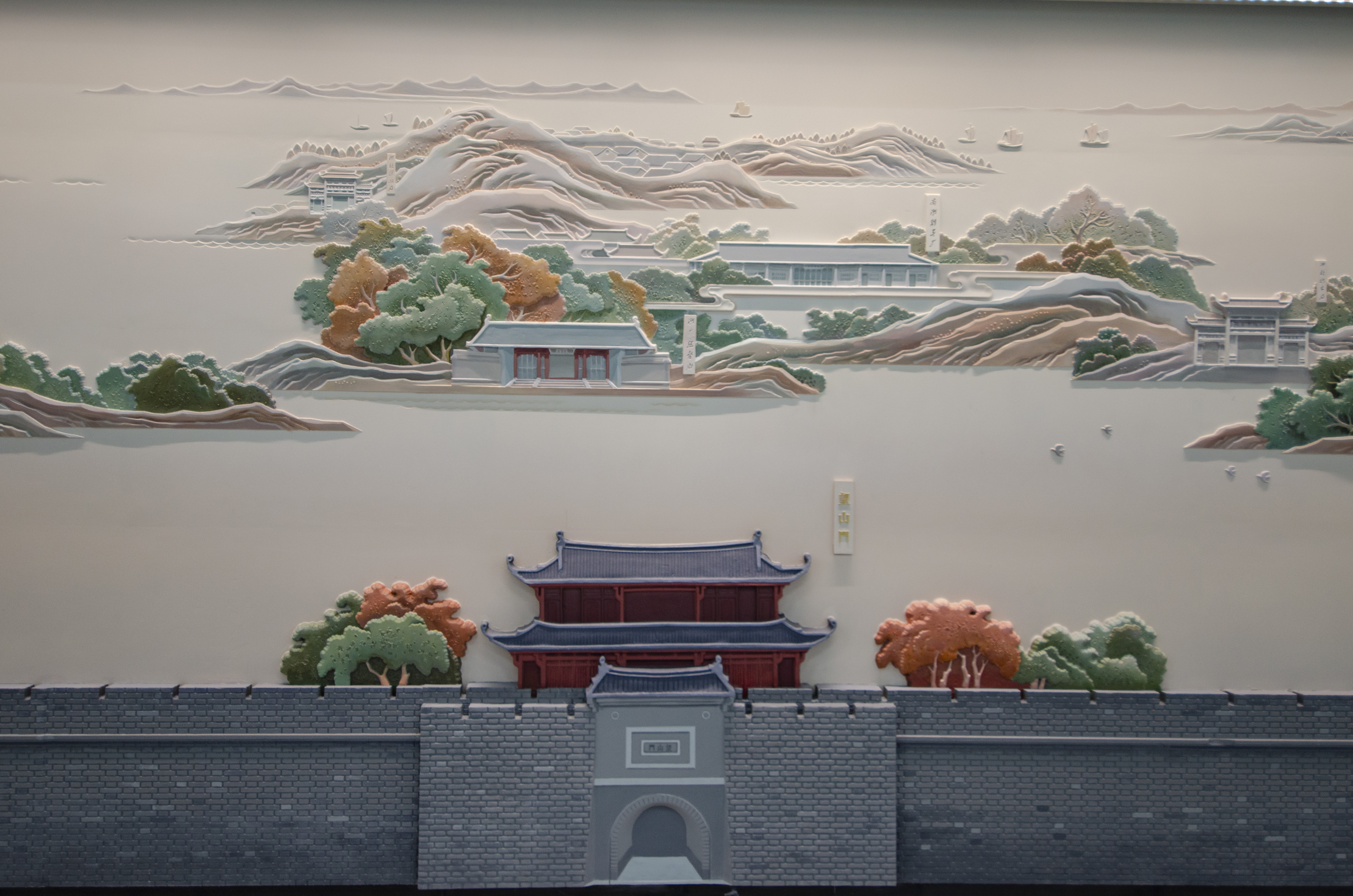
望山门部分，背景为湖广总督府、南湖制革厂等
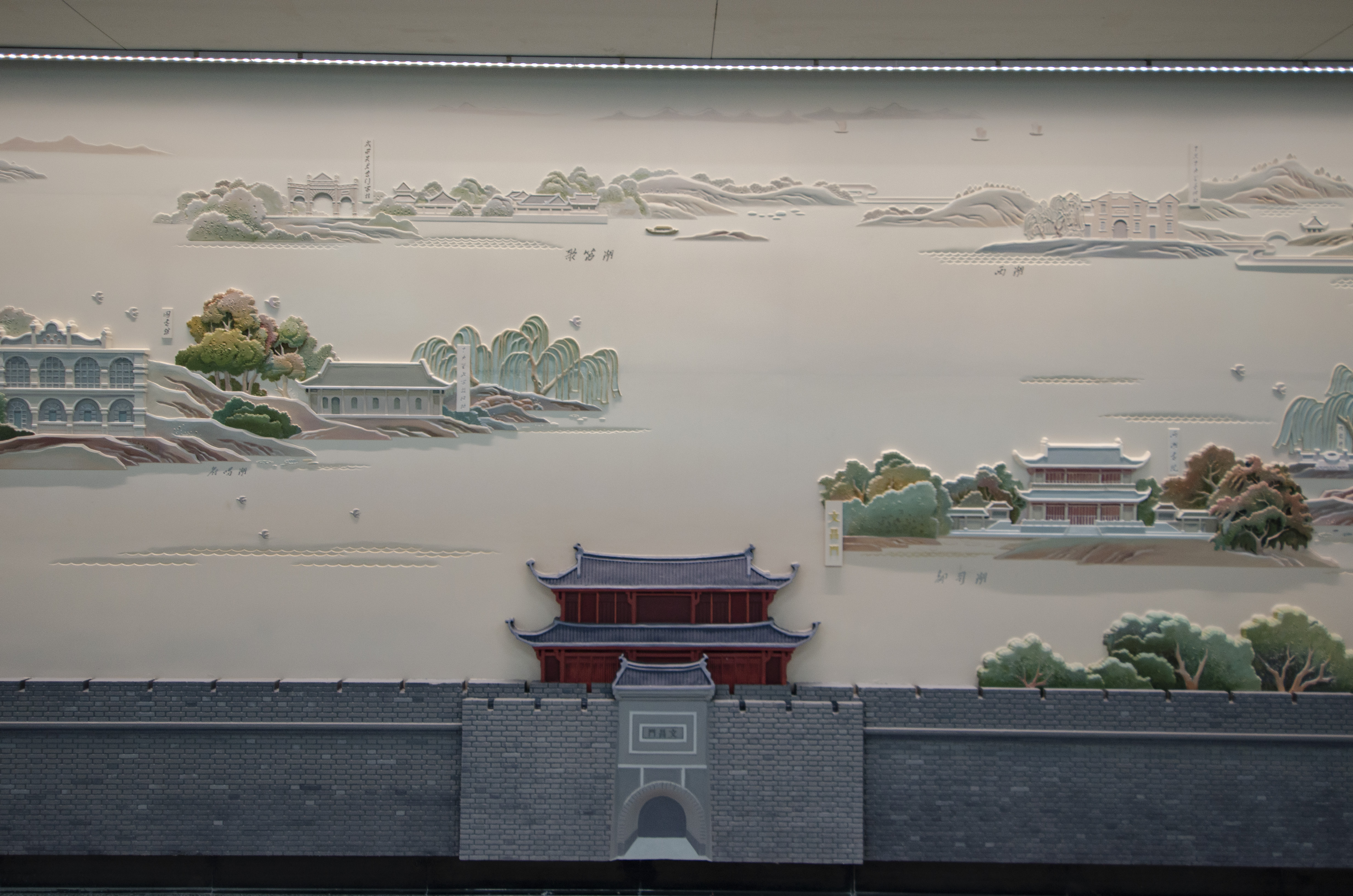
文昌门部分，背景为武昌美术专门学校、武汉中央军事政治学校旧址、两湖书院、九龙井等
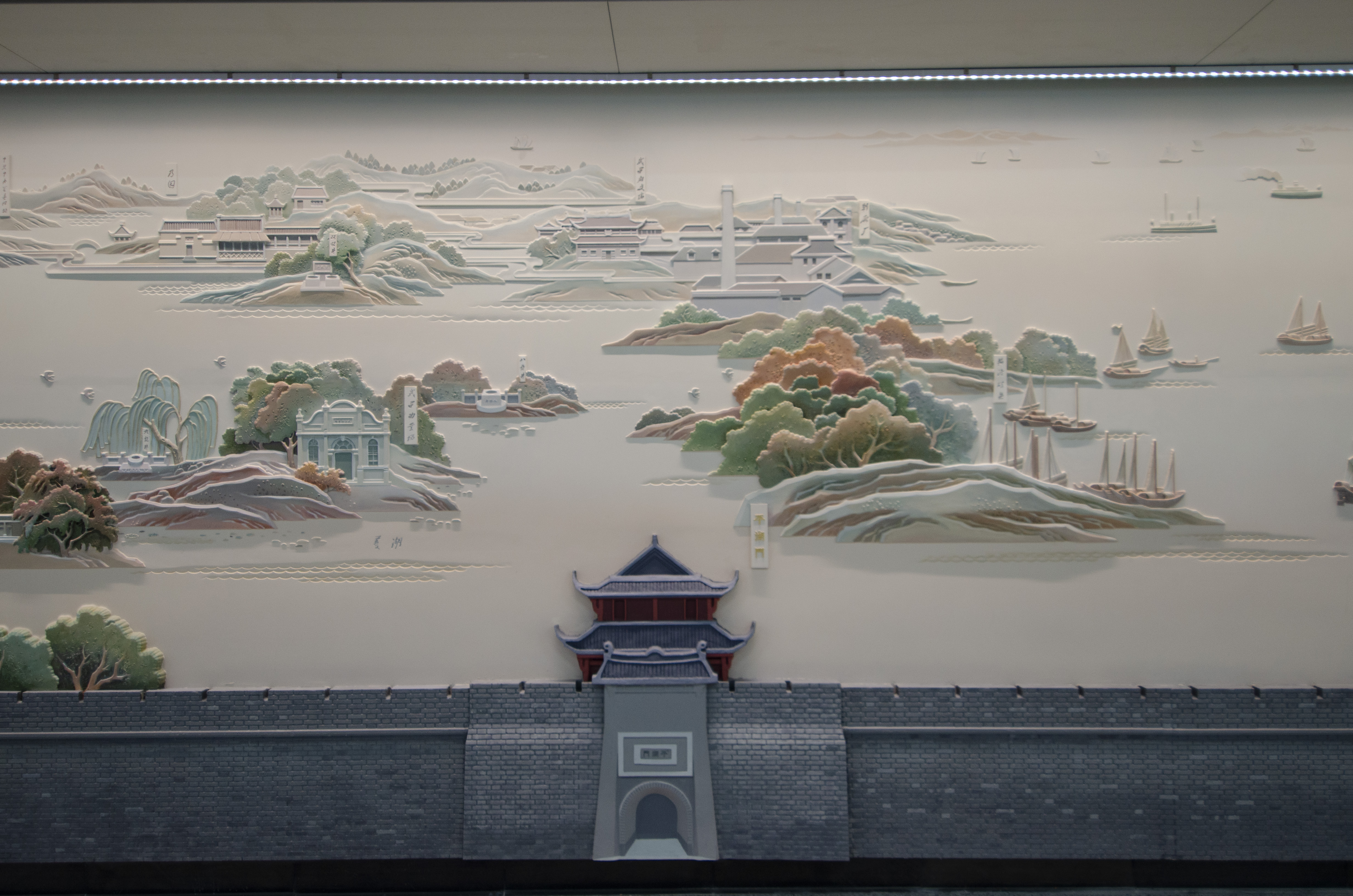
平湖门部分，背景为乃园、八卦井、双眼井、武昌府文庙、武昌劝业场等

### 車站出口
|                                                 |          |      |  |
| 出口編號                                        | 設施     | 照片 |  |
| A                                               | （预留） |      |  |
| B                                               |          |      |  |
| C                                               |          |      |  |
| D                                               |          |      |  |
| 注： 設有升降機 \| 設有輪椅升降台 \| 設有洗手間 |          |      |  |